# Bell XV-15

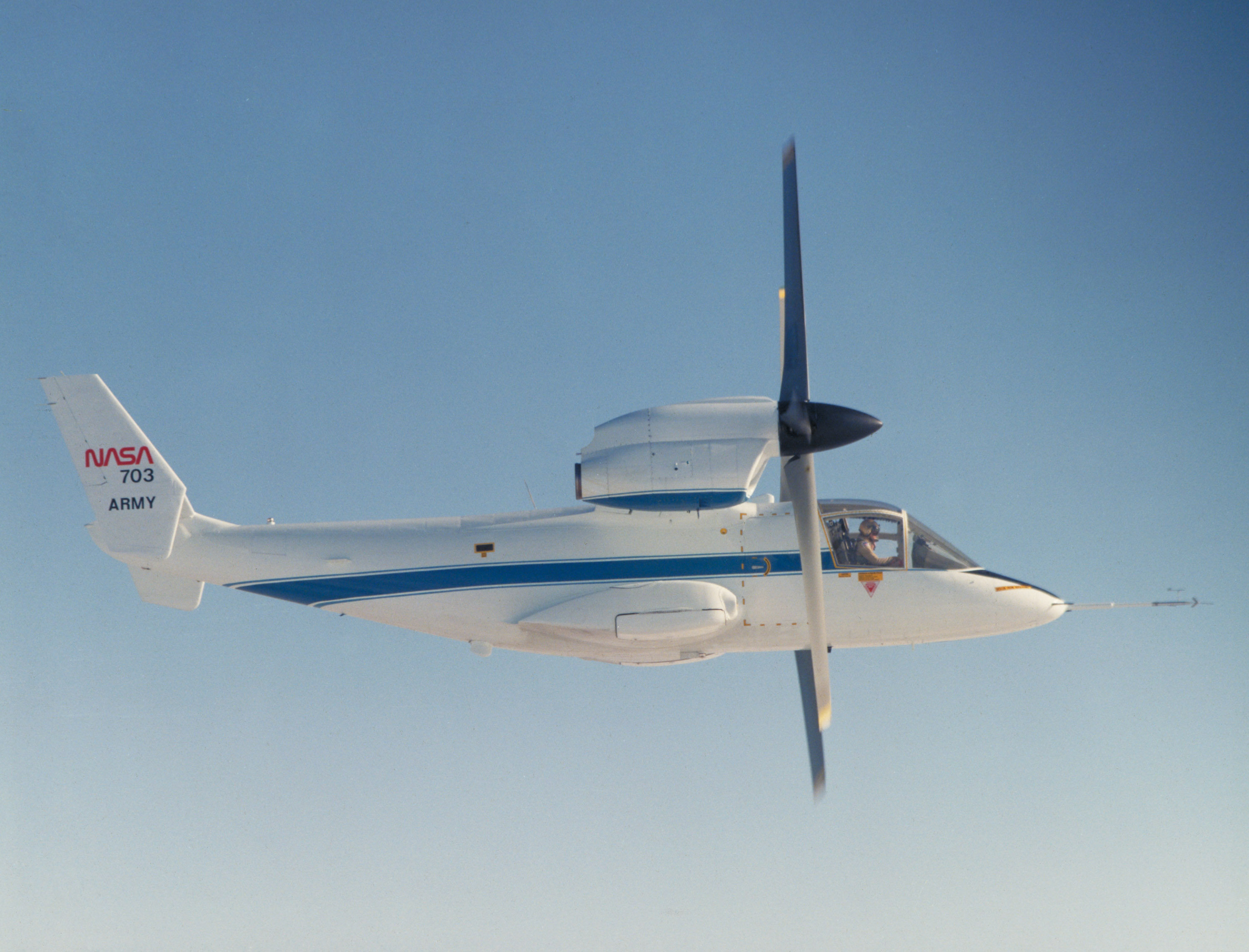
Bell XV-15

Bell XV-15 — експериментальний конвертоплан. Виробник: фірма Bell. Перший політ XV-15 (Bell Model 301) відбувся в травні 1977 року. Випробування машини пройшли успішно і було прийнято рішення створити на її базі багатоцільовий апарат, що призвело до будівництва конвертоплана Bell V-22 Osprey.

## ЛТХ
- Розмах крила, м 10.72
- Довжина, м 12.83
- Висота, м 4.67
- Площа крила, м2 15.70
- Маса, кг
  - порожнього літака: 4355
  - нормальна злітна: 5897
  - максимальна злітна: 6804
- Тип двигуна: 2 ТВД Avco Lycoming LTC1K-4K
- Потужність, кВт: 2 х 1156
- Максимальна швидкість, км/год 675
- Крейсерська швидкість, км/год 561
- Економічна швидкість, км/год 371
- Практична дальність, км 825
- Швидкопідйомність, м/хв 960
- Практичний стеля, м 8840
- Висота зависання, м 3200
- Екіпаж: 2
- Корисне навантаження: 9 пасажирів

## Посилання

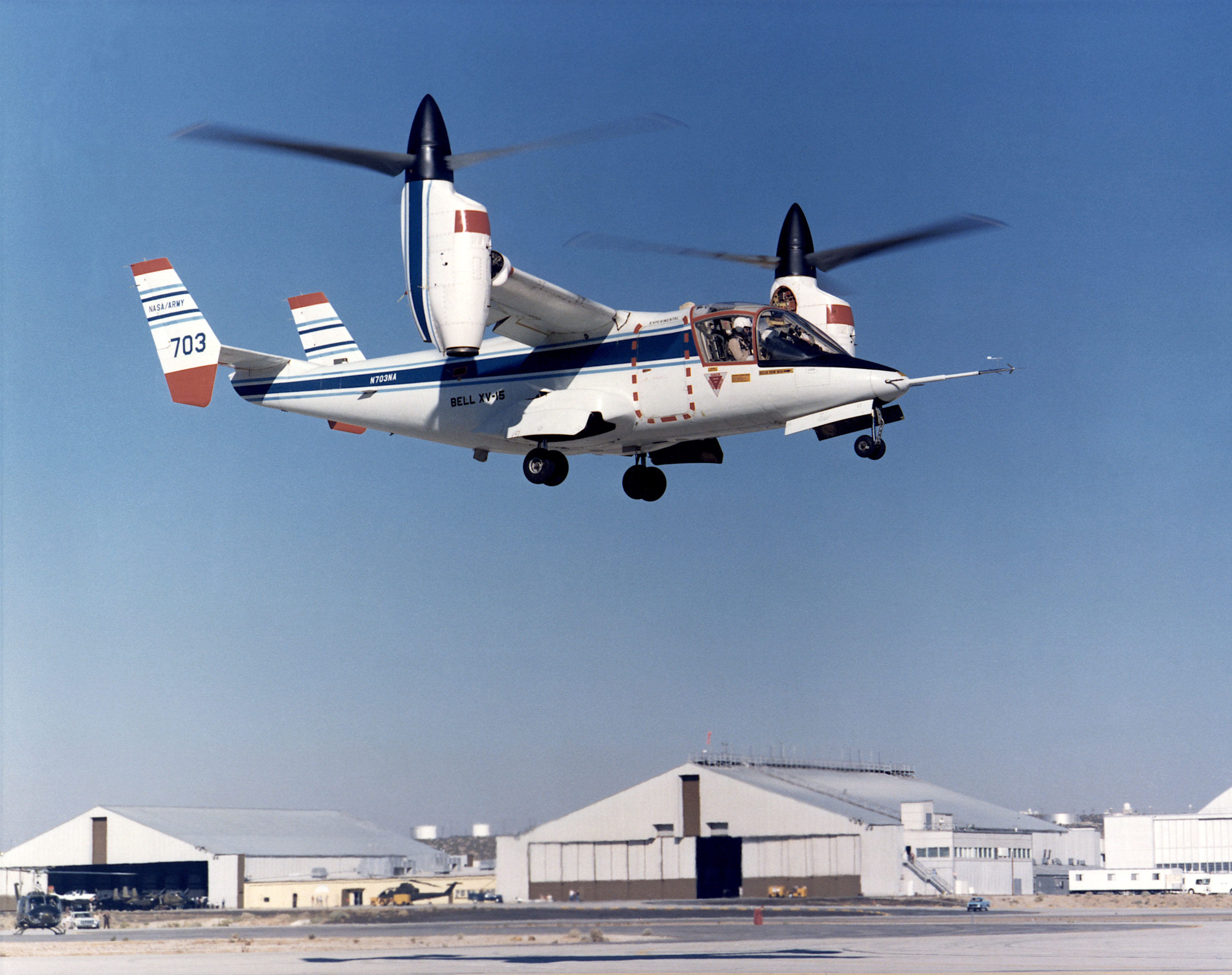
XV-15 taking off at NASA Dryden

## См. також
- Bell XV-3
- V-22 Osprey
- Bell/Agusta BA609
- Bell Eagle Eye | Авіація | Це незавершена стаття з авіації. Ви можете допомогти проєкту, виправивши або дописавши її. |